# Dan Burn
Daniel Johnson Burn (* 9. května 1992 Blyth) je anglický profesionální fotbalista, který hraje na pozici středního či levého obránce za anglický klub Newcastle United FC.

## Klubová kariéra
Burn začal hrát fotbal v Newcastlu United, v jehož akademii se neprosadil. V roce 2009 debutoval v seniorském fotbale, a to v dresu Darlingtonu v League Two. Na konci sezony 2010/11 přestoupil do londýnského Fulhamu, za který odehrál 19 zápasů. Sezonu 2012/13 strávil na hostování v Yeovil Townu, za který nastoupil do 41 zápasů, a část následující sezony strávil na hostování v Birminghamu City.
Po vypršení smlouvy s Fulhamem na konci sezony 2015/16 přestoupil do Wiganu Athletic. Před sezónou 2018/19 se Burn upsal Brightonu & Hove Albion, podzimní část sezóny 2019/20 však strávil ještě na hostování ve Wiganu. Po návratu do Brightonu se stal stabilním členem základní sestavy v Premier League. V lednu 2022 přestoupil do Newcastle United, kam se vrátil po více než 17 letech.

## Statistiky
| Klub                    | Sezóna  | Liga               | Liga   | Liga | FA Cup | FA Cup | EFL Cup | EFL Cup | Celkem | Celkem |
| Klub                    | Sezóna  | Liga               | Zápasy | Góly | Zápasy | Góly   | Zápasy  | Góly    | Zápasy | Góly   |
| ----------------------- | ------- | ------------------ | ------ | ---- | ------ | ------ | ------- | ------- | ------ | ------ |
| Darlington              | 2009/10 | League Two         | 4      | 0    | 0      | 0      | 0       | 0       | 4      | 0      |
| Darlington              | 2010/11 | Conference Premier | 10     | 0    | 0      | 0      | —       | —       | 10     | 0      |
| Darlington              | Celkem  | Celkem             | 14     | 0    | 0      | 0      | 0       | 0       | 14     | 0      |
| Fulham                  | 2011/12 | Premier League     | 0      | 0    | 0      | 0      | 0       | 0       | 0      | 0      |
| Fulham                  | 2012/13 | Premier League     | 0      | 0    | —      | —      | 0       | 0       | 0      | 0      |
| Fulham                  | 2013/14 | Premier League     | 9      | 0    | 3      | 0      | —       | —       | 12     | 0      |
| Fulham                  | 2014/15 | Championship       | 20     | 1    | 0      | 0      | 2       | 1       | 22     | 2      |
| Fulham                  | 2015/16 | Championship       | 32     | 0    | 1      | 0      | 2       | 0       | 35     | 0      |
| Fulham                  | Celkem  | Celkem             | 61     | 1    | 4      | 0      | 4       | 1       | 69     | 2      |
| Yeovil Town (host.)     | 2012/13 | League One         | 40     | 3    | 1      | 0      | —       | —       | 41     | 3      |
| Birmingham City (host.) | 2013/14 | Championship       | 24     | 0    | —      | —      | 4       | 1       | 28     | 1      |
| Wigan Athletic          | 2016/17 | Championship       | 42     | 1    | 2      | 0      | 0       | 0       | 44     | 1      |
| Wigan Athletic          | 2017/18 | League One         | 45     | 5    | 8      | 1      | 0       | 0       | 53     | 6      |
| Wigan Athletic          | 2018/19 | Championship       | 14     | 0    | 0      | 0      | 0       | 0       | 14     | 0      |
| Wigan Athletic          | Celkem  | Celkem             | 101    | 6    | 10     | 1      | 0       | 0       | 111    | 7      |
| Brighton & Hove Albion  | 2018/19 | Premier League     | 0      | 0    | 3      | 0      | —       | —       | 3      | 0      |
| Brighton & Hove Albion  | 2019/20 | Premier League     | 34     | 0    | 0      | 0      | 0       | 0       | 34     | 0      |
| Brighton & Hove Albion  | 2020/21 | Premier League     | 27     | 1    | 2      | 0      | 3       | 0       | 32     | 1      |
| Brighton & Hove Albion  | 2021/22 | Premier League     | 13     | 1    | 1      | 0      | 2       | 0       | 16     | 1      |
| Brighton & Hove Albion  | Celkem  | Celkem             | 74     | 2    | 6      | 0      | 5       | 0       | 85     | 2      |
| Newcastle United        | 2021/22 | Premier League     | 16     | 0    | —      | —      | —       | —       | 16     | 0      |
| Newcastle United        | 2022/23 | Premier League     | 18     | 0    | 0      | 0      | 3       | 1       | 21     | 1      |
| Newcastle United        | Celkem  | Celkem             | 34     | 0    | 0      | 0      | 3       | 1       | 37     | 1      |
| Celkem                  | Celkem  | Celkem             | 348    | 12   | 21     | 1      | 16      | 3       | 385    | 16     |

## Ocenění

### Klubová

#### Wigan Athletic
- EFL League One: 2017/18[12]

### Individuální
- Jedenáctka sezóny League One: 2017/18[13]